# بوليط مخروطي
بوليط مخروطي (الاسم العلمي: Boletus conicus) هو نوع الفطريات يتبع جنس البوليط من الفصيلة البوليطية.